# Zamarada regularis
Zamarada regularis là một loài bướm đêm trong họ Geometridae.